# Dinizia excelsa
Dinizia excelsa é uma espécie botânica pertencente à uma subfamília Mimosoideae, nativa da América do Sul.
Em setembro de 2019 foram encontradas espécimes da árvore com mais de 70 metros de comprimento, sendo as mais altas já relatadas na Floresta Amazônica.